# Mistrzostwa Polski w kolarstwie torowym – sprint indywidualny kobiet
Mistrzostwa Polski w kolarstwie torowym w konkurencji sprintu indywidualnego kobiet zostały rozegrane pierwszy raz w 1987 w Łodzi, po przerwie są rozgrywane corocznie od 1993.

## Kobiety
| Rok  | Złoto                   | Srebro                  | Brąz                    |
| 1987 | Agnieszka Godras        | Izabela Iwaszkiewicz    | Małgorzata Sandej       |
| 1993 | Agnieszka Godras        | Agnieszka Wiśniewska    | Małgorzata Jędrzejewska |
| 1994 | Agnieszka Godras        | Agnieszka Wiśniewska    | Małgorzata Jędrzejewska |
| 1995 | Agnieszka Godras        | Agnieszka Wiśniewska    | Marzena Piskuła         |
| 1996 | Agnieszka Godras        | Marzena Piskuła         | Sylwia Spoczyńska       |
| 1997 | Agnieszka Godras        | Monika Tyburska         | Agnieszka Wilczyńska    |
| 1998 | Agnieszka Wilczyńska    | Monika Cegła            | Agnieszka Wiśniewska    |
| 1999 | Agnieszka Wilczyńska    | Monika Tyburska         | Monika Cegła            |
| 2000 | Agnieszka Wilczyńska    | Monika Tyburska         | Agnieszka Szostek       |
| 2001 | Agnieszka Wilczyńska    | Katarzyna Jagusiak      | Wioletta Balawajder     |
| 2002 | Agnieszka Wilczyńska    | Monika Cegła            | Agnieszka Szostek       |
| 2003 | Katarzyna Jagusiak      | Agnieszka Kendysz       | Monika Cegła            |
| 2004 | Magdalena Sara          | Paulina Cieślik         | Magdalena Bąkowska      |
| 2005 | Paulina Cieślik         | Małgorzata Wojtyra      | Marta Janowiak          |
| 2006 | Renata Dąbrowska        | Magdalena Sara          | Paulina Cieślik         |
| 2007 | Aleksandra Drejgier     | Renata Dąbrowska        | Małgorzata Wojtyra      |
| 2008 | Renata Dąbrowska        | Małgorzata Wojtyra      | Żaneta Komoś            |
| 2009 | Natalia Rutkowska       | Aleksandra Drejgier     | Renata Dąbrowska        |
| 2010 | Marta Janowiak          | Renata Dąbrowska        | Natalia Rutkowska       |
| 2011 | Małgorzata Wojtyra      | Natalia Rutkowska       | Urszula Łoś             |
| 2012 | Małgorzata Wojtyra      | Natalia Rutkowska       | Urszula Łoś             |
| 2013 | Urszula Łoś             | Natalia Rutkowska       | Katarzyna Kirschenstein |
| 2014 | Urszula Łoś             | Katarzyna Kirschenstein | Dominika Borkowska      |
| 2015 | Katarzyna Kirschenstein | Urszula Łoś             | Aleksandra Tołomanow    |
| 2016 | Julita Jagodzińska      | Aleksandra Tołomanow    | Urszula Łoś             |
| 2017 | Julita Jagodzińska      | Marlena Karwacka        | Urszula Łoś             |
| 2018 | Urszula Łoś             | Marlena Karwacka        | Julita Jagodzińska      |
| 2019 | Urszula Łoś             | Marlena Karwacka        | Nikola Sibiak           |
| 2020 | Urszula Łoś             | Marlena Karwacka        | Nikola Sibiak           |
| 2021 | Urszula Łoś             | Nikola Sibiak           | Paulina Petri           |
| 2022 | Urszula Łoś             | Marlena Karwacka        | Nikola Sibiak           |
| 2023 | Paulina Petri           | Marlena Karwacka        | Natalia Walecka         |
| 2024 | Paulina Petri           | Aleksandra Grudzińska   | Weronika Skrzyńska      |